# Шебеко (дворянский род)
Шебеко (пол. Szebeko) — дворянский род.

## Происхождение и история рода
Определением Герольдии 25 Августа 1832 г. утверждено постановление Могилёвского Дворянского Депутатского Собрания 9 Августа 1805 г., о внесении рода Шебеко, а в числе лиц оного и Игнатия Францева Шебеко, в шестую часть дворянской родословной книги.

## Известные представители
- Франц Иванович Шебеко (1785/1788—1845) — генерал-майор, помощник директора Пажеского корпуса
  - Игнатий Францевич Шебеко (?—1869) — кавалергард, затем — камергер (1834) и статский советник (1848)
    - Николай Игнатьевич (1834—1904) — генерал от кавалерии, губернатор Бессарабии
OO    Мария Ивановна Гончарова (1839—1905), племянница Натальи Гончаровой
      - Вадим Николаевич (1864—1943) — военный и государственный деятель, военный агент в Германии, московский градоначальник
        - Владимир (1896—1920) — поручик Кавалергардского полка, участник Белого движения, адъютант генерала Слащова
        - Фёдор (1898—1983) — выпускник Пажеского корпуса (1917), кавалергард, участник Белого движения, эмигрант, вторая жена: Наталия Петровна Орлова (1905—1967)
        - Мария (?—после 1946)
        - Вера (1919—?), в 1951 году в Леоне вышла замуж за Жана Леона Бише

      - Николай Николаевич (1863—1953) — 1-й секретарь посольства в Дании, в 1912—13 посланник в Румынии 
OO    Анна Анатольевна Куракина (1871—1958), дочь А. А. Куракина
        - Александр (1892—1927) — выпускник Александровского лицея, кавалергард, участник Первой мировой войны и Белого движения
        - Георгий (1895—после 1938) — кавалергард, участник Киевской офицерской добровольческой дружины

      - Елизавета Николаевна (1861—1932) 
OO    Леонтий Николаевич Баумгартен (1853—1931), генерал от кавалерии[2]

    - Ольга Игнатьевна (1836—1904)
OO    граф Степан Александрович Гендриков (1832—1901)
      - Гендриков, Александр Степанович

    - Софья Игнатьевна (1838—1899)
OO    князь Василий Михайлович Долгоруков (1840—1910) — тайный советник, витебский губернатор (1884—1894)
    - Варвара Игнатьевна
    - Александр Игнатьевич (1844—1929)

## Описание герба
В червлёном щите три лазуревых волнообразных пояса, второй короче первого, а третий короче второго; над ними золотой лапчатый крест, сопровождаемый сверху и снизу двумя серебряными полумесяцами, рогами обращенными к последнему.
На щите дворянский коронованный шлем. Нашлемник: пять страусовых перьев, среднее лазуревое, второе золотое, третье серебряное, а крайние червлёные. Намёт на щите справа — червлёный с серебром, слева — лазуревый с золотом. Щитодержатели: два золотых льва с червлёными глазами и языками. Девиз: «Предками», золотыми буквами на червлёной ленте.